# BLG-67

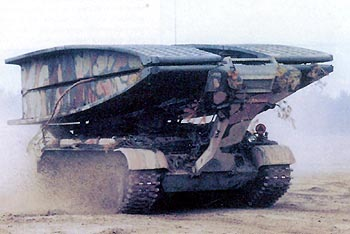
Most towarzyszący BLG-67M2

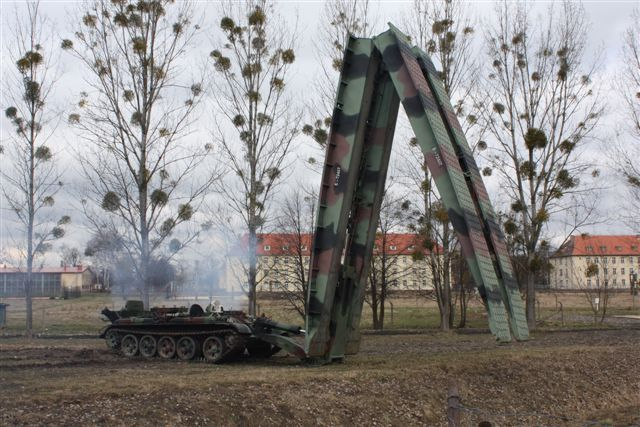
BLG-67 – rozkładanie przęsła. Rok 2009

BLG-67 – czołg mostowy skonstruowany i produkowany wspólnie przez przemysły PRL i NRD, odpowiednik sowieckiego MT-55.

## Charakterystyka pojazdu
Most towarzyszący czołgowy BLG układany  bez wychodzenia dwuosobowej załogi z czołgu, służy do pokonywania przeszkód terenowych szerokości do 19 m oraz skarp o wysokości do 3,5 m. Na zmodyfikowanym podwoziu czołgu T-55 umieszczono składane nożycowo przęsło. Po moście mogą przemieszczać się pojazdy gąsienicowe o masie do 50 ton oraz pojazdy kołowe o obciążeniu jednej osi do 15 ton. Przy pełnym obciążeniu przęsło ma żywotność 1000 przejazdów, przy obciążeniu do 3,5 tony żywotność wzrasta do 3000 przejazdów. Załogę pojazdu tworzyło 2 żołnierzy, którzy mogli ułożyć przęsło na przeszkodzie w 3 minuty. Czas zwijania mostu 5 minut.

## Użytkownicy
- Polska
- Rumunia – BLG-67M
- Bułgaria

## Wersje rozwojowe
- BLG-67P – na podwoziu czołgu T-55A polskiej produkcji
- BLG-67M – most z mechanizmem wypychania przęsła i możliwością łączenia 2 przęseł
- BLG-67M2 – most z poszerzonym 3 przęsłem i zmodernizowanym układem hydraulicznym i z poszerzonym szerokość dostosowanym do przejazdu czołgów T-72
- BLG-67MP – mosty odmiany P i M z poszerzonym przęsłem dostosowanym do przejazdu czołgów T-72

## W muzeach
- Muzeum Militariów Atena w Skwierzynie – pojazd znajduje się na terenie firmy Anhol Pomoc Drogowa Gorzów Wielkopolski – sprawny
- Muzeum Techniki i Uzbrojenia Wojskowego w Kaliszu

## Dane taktyczno-techniczne
Podwozie
- masa: 34,3 t
- napęd: silnik wysokoprężny W-55 o mocy 580 KM
- prędkość: 50 km/h
- pojemność zbiorników paliwa: 500 l (zbiorniki wewnętrzne) + 475 l (zbiorniki zewnętrzne)
- zasięg: 280–450 km
- maksymalny kąt wzniesienia: 30 stopni
- maksymalne pochylenie boczne: 17 stopni
- maksymalna szerokość pokonywanego rowu: 2,7 m
- maksymalna głębokość brodu: 1,4 m

Przęsło
- masa: 6 t
- nośność: 50 t
- długość: 10,4/20 m (złożone/rozłożone)
- szerokość: 3,25–3,27 m
- wysokość: 1,55/0,83 m (złożone/rozłożone)|  | Zobacz multimedia związane z tematem: BLG-67 |
- wymiary koleiny: 1,14 m (szerokość), 0,90 m (odstęp)